# Altai, Govi-Altai
Altai (tiếng Mông Cổ: Алтай) là một sum của tỉnh Govi-Altai ở miền tây Mông Cổ. Vào năm 2009, dân số của sum là 2.152 người.

## Địa lý
Sum có diện tích khoảng 20.256 km2. Trung tâm sum, Bayan-Ovoo, nằm cách tỉnh lỵ Altai 200 km và thủ đô Ulaanbaatar 1.000 km.

### Khí hậu
Altai có khí hậu bán khô hạn. Nhiệt độ trung bình hàng năm trong khu vực là 10 °C. Tháng ấm nhất là tháng 7, khi nhiệt độ trung bình là 28 °C và lạnh nhất là tháng 1, với −13 °C. Lượng mưa trung bình hàng năm là 70 mm. Tháng ẩm ướt nhất là tháng 6, với lượng mưa trung bình là 20 mm, và khô nhất là tháng 1, với 1 mm.

## Kinh tế
Sum có một trường học, bệnh viện và nhà văn hóa.